# ジョーイ・カルデラッツォ
ジョーイ・カルデラッツォ（Joey Calderazzo、1965年2月27日 - ）は、ジャズ・ピアニストであり、ミュージシャンのジーン・カルデラッツォの弟である。マイケル・ブレッカーやブランフォード・マルサリスが率いるバンドで幅広く演奏を行い、自身のバンドも率いてきた。

## 略歴

### 生い立ち
カルデラッツォはニューヨーク州ニューロシェル生まれ。8歳でクラシック・ピアノの勉強を始めた。彼の兄であるジーンがジャズへ興味を持たせた。彼はリッチー・バイラークに師事し、1980年代にはバークリー音楽大学とマンハッタン音楽学校で学び続けた。同時に、デイヴ・リーブマン、フランク・フォスターと、プロとして演奏するようになった。

### その後の人生とキャリア
彼は音楽クリニックでサックス奏者のマイケル・ブレッカーと出会い、1987年からクインテットのメンバーとなった。1990年に、ブルーノート・レコードと契約。カルデラッツォのファースト・アルバム『ジョーイ・カルデラッツォ登場!!』を、ブレッカーがプロデュースした。このアルバムには、ジェリー・バーガンジィと、ボストンで兄のルームメイトであったブランフォード・マルサリスがフィーチャーされている。彼らはデイヴ・ホランドとジャック・ディジョネットを含む彼のセカンド・アルバム『ジョーイ2』でも演奏した。
カルデラッツォは、ピアニストかつ作曲家として、ブレッカーのアルバム『テイルズ・フロム・ザ・ハドソン』と『トゥー・ブロックス・フロム・ジ・エッジ』に参加した。マルサリスのバックショット・ルフォンクではキーボードを演奏し、アルバム『ミュージック・エヴォリューション』にも貢献した。ピアニストのケニー・カークランドが1998年に亡くなったとき、カルデラッツォはブランフォード・マルサリス・カルテットで彼のポジションを引き継いだ。1999年にはジョン・パティトゥッチ、ジェフ・テイン・ワッツと一緒にアルバム『ザ・トリオ』をレコーディングした。彼はマルサリスのアルバム『コンテンポラリー・ジャズ』『フットステップス』『ロメール・ベアデン・リヴィールド（ロメール・ベアデンに捧ぐ）』『エターナル』、そしてDVD『Coltrane's 'A Love Supreme' Live in Amsterdam』などで演奏している。また、カルデラッツォの作品「Hope」がアルバム『ブラッグタウン』に収録された。
彼は、ブランフォード・マルサリスが所有する「Marsalis Music」と契約した最初のミュージシャンの1人となった。そこで最初のソロ・アルバムとなる『俳句』は、2002年に登場した。アルバム『夜明け』では、歌手のクラウディア・アクーニャとギタリストのホメロ・ルバンボをフィーチャーしていた。2011年、マルサリスとはデュオを結成し、アルバム『ソングス・オブ・マース・アンド・メランコリー』をレコーディングしている。
カルデラッツォは2017年に尺骨神経絞扼症候群を発症し、右手の2本の指がしびれてしまった。手術と休息の後、彼は以前と同じような演奏に戻れている。

## ディスコグラフィ

### リーダー・アルバム
- 『ジョーイ・カルデラッツォ登場!!』 - In the Door (1991年、Blue Note)
- 『ジョーイ2』 - To Know One (1992年、Blue Note)
- 『ザ・トラヴェラー』 - The Traveler (1993年、Blue Note)
- 『シークレット』 - Secrets (1995年、AudioQuest)
- Our Standards (1996年、Gowi)
- Simply Music (1997年、Lost Chart)
- Fast Company (1998年、Blue Jackel Entertainment) ※with ジェリー・バーガンジィ、ラーシュ・ダニエルソン、ユッキス・ウオティーラ
- 『ザ・トリオ』 - Joey Calderazzo (2000年、Columbia/Sony Music)
- 『俳句』 - Haiku (2004年、Marsalis Music)
- 『夜明け』 - Amanecer (2007年、Marsalis Music)
- 『ソングス・オブ・マース・アンド・メランコリー』 - Songs of Mirth & Melancholy (2011年、EmArcy/Marsalis Music) ※with ブランフォード・マルサリス
- Trio Live (2013年、Sunnyside)
- 『ゴーイング・ホーム』 - Going Home (2015年、Sunnyside)
- 『ライブ・フロム・ザ・コットンクラブ・トーキョー』 - Live from The Cotton Club, Tokyo, Volume I (2018年、Dot Time)

### 参加アルバム
マイケル・ブレッカー
- 『ドント・トライ・ジス・アット・ホーム』 - Don't Try This at Home (1988年、Impulse!)
- 『ナウ・ユー・シー・イット』 - Now You See It...Now You Don't (1990年、GRP)
- 『テイルズ・フロム・ザ・ハドソン』 - Tales from the Hudson (1996年、Impulse!)
- 『トゥー・ブロックス・フロム・ジ・エッジ』 - Two Blocks from the Edge (1998年、Impulse!)

ブランフォード・マルサリス
- 『コンテンポラリー・ジャズ』 - Contemporary Jazz (2000年、Sony)
- 『フットステップス』 - Footsteps of our Fathers (2002年、Marsalis Music)
- 『ロメール・ベアデン・リヴィールド（ロメール・ベアデンに捧ぐ）』 - Romare Bearden Revealed (2003年、Marsalis Music)
- A Love Supreme Live (2004年、Rounder/Marsalis Music) ※DVD&CD
- 『エターナル』 - Eternal (2004年、Marsalis Music)
- 『ブラッグタウン』 - Braggtown (2006年、Marsalis Music)
- 『フォー・MFズ・プレイン・チューンズ』 - Four MFs Playin' Tunes (2012年、Marsalis Music)
- Upward Spiral (2016年、Marsalis Music)
- The Secret Between the Shadow and the Soul (2019年、Sony Masterworks)

その他
- リック・マーギッツァ : 『スタンダード・ニュー』 - This Is New (1991年、Blue Note)
- ジェリー・バーガンジィ : 『スタンダード』 - Standard Gonz (1996年、Blue Note)
- バックショット・ルフォンク : 『ミュージック・エヴォリューション』 - Music Evolution (1997年、Columbia)
- ジェフ・テイン・ワッツ : 『バー・トーク』 - Bar Talk (2002年、Columbia)
- ホーカン・ブロストローム : Refraction (2010年、Art Of Life)
- カート・エリング : The Questions (2018年、Okeh)